# Brain Damage (chanson)
Pour les articles homonymes, voir Brain Damage.
Pistes de The Dark Side of the Moon
Any Colour You Like Eclipse
Brain Damage est une chanson du groupe de rock britannique Pink Floyd, apparue sur l'album The Dark Side of the Moon, en 1973. Comme la plupart des chansons de l'album, elle a été écrite par Roger Waters, et il s'agit de l'une des deux compositions (avec Eclipse) du même Waters seul.

## Composition
La chanson a un tempo généralement lent. Elle dure environ 4 minutes. 
Originellement, la chanson s'appelait Dark Side of the Moon, mais à cause des répétitions fréquentes de « I'll see you on the dark side of the moon », l'album a finalement pris ce nom et la chanson a reçu le titre Brain Damage. À la radio, les stations diffusaient souvent Brain Damage et Eclipse ensemble, du fait de leur enchaînement.

## Thème
Roger Waters a pris comme thème les troubles mentaux de Syd Barrett, avec la phrase « I'll see you on the dark side of the moon » (« je te reverrai sur la face cachée de la lune ») qui s’explique aussi par sa relation affective avec Barrett malgré son problème psychiatrique. La phrase « And if the band you're in starts playing different tunes » (« Et si ton groupe commence à jouer d'autres morceaux ») évoque la fin de la collaboration de Barrett avec le groupe : sur leur dernier album ensemble, A Saucerful of Secrets, une seule chanson est de Barrett. Brain Damage comporte une phrase plutôt célèbre, « The lunatic is on the grass... » (« Le fou est sur l'herbe »), phrase qui évoque justement Syd Barrett. Les paroles vers la fin de la chanson se rapportent à une lobotomie frontale.

## Interprètes
- David Gilmour – guitares, feedback
- Nick Mason – batterie
- Roger Waters – basse, chant et chœurs
- Richard Wright – orgue hammond et EMS VCS3
- Leslie Duncan, Barry St. John, Liza Strike et Doris Troy – chœurs
- Peter Watts (Manager du groupe) - rires